# Falsche Spitzkopfschildkröte
Die Falsche Spitzkopfschildkröte (Pseudemydura umbrina), auch bekannt als Westliche Sumpfschildkröte (engl. Western Swamp Turtle) ist eine kurzhalsige Süßwasserschildkröte die zur Familie der Schlangenhalsschildkröten zählt. Sie ist die einzige Art der damit monotypischen Gattung Pseudemydura.

## Merkmale
Die Falsche Spitzkopfschildkröte ist die kleinste Australische Schlangenhalsschildkröte. Erwachsene Männchen erreichen eine Carapaxlänge von 15,5 cm und ein Gewicht von 550 g. Weibchen sind kleiner mit einer Panzerlänge von 13,5 cm und einem Gewicht von 410 g. Jungtiere nach dem Schlupf haben eine Panzerlänge von 24 bis 29 mm und wiegen zwischen 3,2 und 6,6 g.
Die typische Färbung der Jungtiere ist oberseits grau, die Unterseite ist hell cremefarben und schwarz. Die Farbe der Panzers erwachsener Tiere ist in der Regel der Farbe des Sumpfes angepasst. Sie ist mittel gelbbraun in Tonerdigen Sümpfen und schwarz mit einem kastanienbraunen Ton im kaffebraunen Wasser sandiger Sümpfe. Die Bauchschale (Plastron) ist variabel von gelb bis braun oder gelegentlich schwarz gefärbt. Oft trägt sie schwarze Flecken auf gelben Untergrund mit schwarzen Kanten an den Schilden.
Der Panzer ist nicht viel länger als breit, quadratisch im Umriss und stark abgeflacht. Die Bauchschale ist flach und breit, fast so breit wie der Carapax. Der Kopf ist breit und flach auf der Oberseite befindet sich ein großes Schild. Es sind zwei kleine Barteln vorhanden. Der kurze Hals ist mit hornartigen Tuberkeln besetzt. Die Beine sind kurz und mit Hornschuppen überdeckt, die Füße haben gut entwickelte Krallen.
Die einzige andere Süßwasserschildkrötenart im Südwesten von Western Australia ist Chelodina colliei, ebenfalls eine Schlangenhalsschildkröte. Ihr Hals ist gleich lang oder länger als der Panzer, so sind die beiden Arten Südwesten Western Australias leicht zu unterscheiden sind.

## Verbreitung
Die Falsche Spitzkopfschildkröte kommt nur verstreut in einem sehr kleinen Gebiet der Swan Coastal Plain in Western Australia vor. Das Verbreitungsgebiet ist ein schmaler, etwa 3 bis 5 km breiter Streifen ungefähr parallel zum Darling Range und reicht vom Flughafen Perth bei Guilford bis in die Nähe der RAAF Base Pearce bei Bullsbrook. Die einzige existenzfähige, natürlich vorkommende Population befindet sich im Ellen Brook Nature Reserve, durch umgesiedelte Tiere aufrechterhaltene Populationen gibt es im Twin Swamps Nature Reserve und im Mogumber Nature Reserve.

## Lebensweise
Falsche Spitzkopfschildkröten sind Fleischfresser und nehmen nur lebendes Futter wie Insektenlarven, kleine Krebstiere und Kaulquappen. Die Weibchen legen einmal im Jahr, im November bis frühen Dezember, drei bis fünf hartschalige Eier von etwa 35 × 20 mm in ein Nest unter der Erde. in Gegensatz zu anderen Schildkröten die ihre Nester mit den Hinterbeinen graben, baut sie ihr Nest mit den Vorderfüßen. Die Jungen wachsen langsam, die Geschlechtsreife erreichen sie mit 6,5 bis 14 Jahren. Es wird angenommen, dass sie ein Alter von bis zu 60 Jahren erreichen können.

## Taxonomie
Die erste der Wissenschaft bekannte Exemplar der westlichen Sumpfschildkröte wurde 1839 von Ludwig Preiss, beschriftet mit „Neu-Holland“, der historischen Bezeichnung für Australien, an das Wiener Museum geschickt. Die Erstbeschreibung erfolgte 1901 durch Friedrich Siebenrock. Erst 1953 wurden zwei weitere Exemplare der Art gesammelt und 1954 von Glauert als Emydura inspectata beschrieben. Ernest Williams von der Harvard University zeigte 1958, dass es sich bei Emydura inspectata lediglich um ein Synonym von Pseudemydura umbrina handelt.

## Gefährdung
Für den Bestandsrückgang werden mehrere Gründe angeführt. Das Verbreitungsgebiet ist eingeschränkt und Habitat geht durch Landwirtschaft, Stadtentwicklung und Industrie einschließlich Ton Abbau verloren. Hinzu kommt die Bejagung durch Füchse und andere Tiere, Buschfeuer, die Trockenlegung von Feuchtgebieten, eine spezielle Lebensweise, geringe Fruchtbarkeit und langsames Wachstum.
Die IUCN (International Union for Conservation of Nature and Natural Resources) stuft die Art als vom Aussterben bedroht (Critically Endangered, CR) ein.